# Perrusse
Perrusse es una comuna francesa situada en el departamento de Alto Marne, en la región de Gran Este.

## Demografía
| 88 | 66 | 54 | 56 | 61 | 46 | 30 |
| Para los censos de 1962 a 1999 la población legal corresponde a la población sin duplicidades (Fuente: INSEE [Consultar]) |    |    |    |    |    |    |